# José Rubio de Villegas (padre)
José Rubio de Villegas (f. 1861) fue un pintor e ilustrador español.

## Biografía
Pintor al que Ossorio y Bernard hace natural de Madrid, fue discípulo de José Aparicio y de la Real Academia de San Fernando, que el 1 de julio de 1832 le nombró individuo de mérito. Posteriormente fue profesor de los estudios elementales de la misma y falleció en Madrid con buena reputación el 2 de septiembre de 1861.
Entre sus obras puedes citarse las que presentó en las Exposiciones Nacionales de Bellas Artes de 1856, 1858 y 1860, figurando en el Museo Nacional el paisaje que presentó en la segunda representando el Interior de un bosque. También había presentado diferentes paisajes, interiores y perspectivas en las Exposiciones de la Academia de San Fernando de los años de 1832 y siguientes.
Hubo igualmente dibujos de su mano en las obras Recuerdos y bellezas de España, La Educación Pintoresca, Viaje de SS. M M . á Asturias y León, Iconografía española, Museo de las Familias, Historia de las órdenes monásticas y El Pabellón español.
Fue padre del igual llamado José Rubio de Villegas.